# Júlio César Alves Gonçalves
Júlio César Alves Gonçalves, noto anche con lo pseudonimo di Júlio (Raposos, 28 settembre 2003), è un calciatore brasiliano, difensore dell'América-MG.

## Carriera
Júlio è entrato a far parte delle giovanili dell'América-MG nel 2014. Il 9 febbraio 2021 ha firmato il suo primo contratto professionistico con il club valido per i successivi due anni. Ha esordito in prima squadra il 26 marzo 2022 entrando in campo nel secondo tempo dell'incontro del Campionato Mineiro pareggiato 1-1 contro il Tombense.
L'8 febbraio 2023 ha rinnovato il contratto fino al 2025 ed il 3 giugno seguente ha debuttato in Série A giocando gli ultimi minuti dell'incontro vinto 2-0 contro il Corinthians.

## Statistiche

### Presenze e reti nei club
Statistiche aggiornate al 30 giugno 2023.
| Stagione        | Squadra         | Campionato      | Campionato | Campionato | Coppe nazionali | Coppe nazionali | Coppe nazionali | Coppe continentali | Coppe continentali | Coppe continentali | Altre coppe | Altre coppe | Altre coppe | Totale | Totale | Totale |
| Stagione        | Squadra         | Comp            | Pres       | Reti       | Comp            | Pres            | Reti            | Comp               | Pres               | Reti               | Comp        | Pres        | Reti        | Pres   | Reti   |        |
| --------------- | --------------- | --------------- | ---------- | ---------- | --------------- | --------------- | --------------- | ------------------ | ------------------ | ------------------ | ----------- | ----------- | ----------- | ------ | ------ | ------ |
| 2022            | América-MG      | M1/MG+A         | 1+0        | 0          | CB              | 0               | 0               | CL                 | 0                  | 0                  |             | -           | -           | 1      | 0      |        |
| 2023            | América-MG      | M1/MG+A         | 0+1        | 0          | CB              | 0               | 0               | CS                 | 3                  | 0                  |             | -           | -           | 4      | 0      |        |
| Totale carriera | Totale carriera | Totale carriera | 2          | 0          |                 | 0               | 0               |                    | 3                  | 0                  |             | -           | -           | 5      | 0      |        |